# 인 더 하이츠 (영화)
《인 더 하이츠》(영어: In the Heights)는 2021년 공개된 미국의 뮤지컬 드라마 영화이다. 존 M. 추가 감독을 맡았으며, 키아라 알레그리아 우데스와 린매뉴얼 미란다의 동명 뮤지컬이 영화의 원작이다.
2020년 6월 26일에 북아메리카 개봉 예정이었으나, 코로나19 범유행으로 인해 개봉이 2021년 6월 11일로 연기되었다.

## 줄거리
뉴욕 맨해튼의 워싱턴 하이츠라는 도미니카계 이민자 커뮤니티를 배경으로, 우스나비라는 청년이 어린 아이들에게 이 동네 이야기를 들려주는 것으로 시작된다. 10년 전, 우스나비는 동네 식료품점을 운영하며, 주변 사람들과 함께 살아가고 있었다. 그는 자신을 키워준 할머니 아부엘라 클라우디아, 택시 회사를 운영하는 케빈 로사리오, 그의 직원인 우스나비의 절친 베니, 미용실을 운영하는 다니엘라와 칼라, 쿠카, 사촌 소니, 그리고 우스나비가 짝사랑하는 바네사 등을 소개한다.
어느 날, 우스나비는 도미니카 공화국에 있는 아버지의 사업체를 되살릴 기회를 얻게 되고, 케빈의 딸 니나는 스탠퍼드 대학교에서 돌아온다. 니나는 학비 때문에 힘들어하지만 아버지에게 쉽게 말하지 못한다. 한편 바네사는 패션 디자이너의 꿈을 안고 다운타운으로 이사하려 하지만 번번이 좌절된다.
동네 식료품점에서 판매한 복권이 당첨되면서 사람들은 각자 꿈을 펼칠 상상에 부푼다. 니나는 학업을 포기한 이유가 인종차별 때문임을 고백하고, 우스나비는 바네사와 데이트를 하지만 어색한 분위기 속에서 갈등이 생긴다. 정전이 일어나고 소니와 낙서 화가 피트가 불꽃놀이를 하며 분위기를 전환하려 하지만, 결국 우스나비와 바네사는 크게 싸운다.
아부엘라 클라우디아가 갑작스럽게 세상을 떠나자 동네 사람들은 슬픔에 잠긴다. 소니는 자신이 서류 미비 이민자라는 사실을 알게 되고, 니나는 불법 체류자 아이들을 위해 스탠퍼드 대학교로 돌아가기로 결심한다. 우스나비는 바네사의 이사를 돕고, 다니엘라는 정전과 아부엘라의 죽음으로 침울해진 동네 분위기를 살리기 위해 축제를 벌인다. 우스나비와 바네사는 화해하고, 니나와 베니는 서로의 마음을 확인한다.
우스나비는 도미니카 공화국으로 떠나려 하지만, 아부엘라가 당첨된 복권이 자신에게 남겨졌음을 알게 된다. 바네사는 우스나비에게 남을 것을 제안하지만, 우스나비는 이를 거절한다. 하지만 마지막 순간, 바네사는 우스나비의 도움으로 집을 구했고, 그의 진심을 깨달았다고 고백하며 아쉬운 키스를 한다. 우스나비는 소니의 대학 등록금을 위해 복권 당첨금을 기부하고, 다음 날 바네사가 만든 패션 디자인을 보고 워싱턴 하이츠에 남기로 결심한다.
결국 우스나비는 자신의 딸 아이리스에게 이 모든 이야기를 들려주는 것으로 끝맺는다. 모든 이들이 함께 거리에서 춤을 추고 노래하며, 우스나비는 자신이 있을 곳은 워싱턴 하이츠임을 깨닫는다. 마지막 장면에서 아이스크림 트럭이 고장 나고, 동네 피라과 장수는 장사를 번창시킨다.

## 출연진
- 앤서니 라모스 - 우스나비 데라베가 역
- 코리 호킨스 - 베니 역
- 레슬리 그레이스 - 니나 로사리오 역
- 멜리사 바레라 - 버네사 모랄레스 역
- 올가 메레디즈 - "아부엘라" 클라우디아 역
- 대프니 루빈베가 - 다니엘라 역
- 그레고리 디아즈 4세 - 소니 데라베가 역
- 지미 스미츠 - 케빈 로사리오 역
- 스테퍼니 비어트리즈 - 칼라 역
- 대샤 폴랑코 - 쿠카 역
- 노아 카탈라 - 그래피티 피트 역
- 린매뉴얼 미란다 - 피라구에로 역
- 매테오 고메즈 - 알레한드로 역
- 마크 앤서니 - 가포 데라베가 역
- 올리비아 페레즈 - 아이리스 역
- 크리스토퍼 잭슨 - 미스터소프티 트럭 드라이버 역
- 수잔 포파 - 해나 헤서웨이 역
- 패트릭 페이지 - 파이크 필립스 역
- 아날리아 고메즈 - 로사 역
- 딘 스콧 바스케즈 - 세도 역
- 메이슨 바스케즈 - 미키 역